# Orocastus perpusillus
Orocastus perpusillus är en insektsart som beskrevs av Ball och Delong 1926. Orocastus perpusillus ingår i släktet Orocastus och familjen dvärgstritar. Inga underarter finns listade i Catalogue of Life.